# Colobus angolensis prigoginei
Colobus angolensis prigoginei је подврста анголског колобуса, врсте примата (Primates) из породице мајмуна Старог света (Cercopithecidae).

## Распрострањење
Врста је присутна у Анголи и ДР Конгу.

## Угроженост
Ова врста се сматра угроженом.